# Merxheim (Francia)
Merxheim è un comune francese di 1 275 abitanti situato nel dipartimento dell'Alto Reno nella regione del Grand Est.

## Società

### Evoluzione demografica
Abitanti censiti